# Служба зовнішньої розвідки України (монета)
«Слу́жба зо́внішньої ро́звідки Украї́ни» — пам'ятна монета номіналом 5 гривень, випущена Національним банком України, присвячена провідній частині сил безпеки і оборони України. Служба зовнішньої розвідки України забезпечує добування інформації для ухвалення стратегічних рішень у зовнішньополітичній, економічній, військово-технічній, науково-технічній, інформаційній, екологічній та кібербезпековій сферах, сприяючи зміцненню національної безпеки та суверенітету держави.
Монету введено в обіг 23 січня 2025 року. Вона належить до серії «Інші монети».

## Опис монети та характеристики
| Номінал грн | Метал      | Маса, г | Діаметр, мм | Якість виготовлення       | Гурт     | Тираж, штук |
| ----------- | ---------- | ------- | ----------- | ------------------------- | -------- | ----------- |
| 5           | нейзильбер | 16,54   | 35,0        | спеціальний анциркулейтед | рифлений | 75 000      |

### Аверс

Емблема СЗР

На аверсі монети вгорі розміщено малий Державний Герб України. По периметру кола азбукою Морзе закодовано перші три слова назви відомства, яку продубльовано в нижній частині: «СЛУЖБА ЗОВНІШНЬОЇ РОЗВІДКИ УКРАЇНИ». У центрі монети зображено хрест, який є основним елементом нової символіки та відомчих заохочувальних відзнак Служби зовнішньої розвідки України. У центрі хреста — Знак Княжої Держави Володимира Великого (тризуб), обрамлений гаслом служби латиницею: «OMNIA VINCIT VERITAS» («Істина перемагає все»). Контури мапи з континентами навколо центру символізують просторовий розмах розвідувальної діяльності служби. У нижній лівій частині монети зазначено логотип Банкнотно-монетного двору Національного банку України, номінал «5» і графічний символ гривні. У правій нижній частині — напис «УКРАЇНА» і рік карбування «2025».

### Реверс
На реверсі монети зображено стилізований тризуб, навколо якого цифрами зашифровані слова одного з відомих українських політичних діячів. Для кодування використано шифр Української Повстанської Армії та кодове слово, обране Службою зовнішньої розвідки України. З дня введення в обіг пам'ятної монети СЗРУ оголосила конкурс серед фахівців із дешифрування. Вони мали змогу розшифрувати закодоване послання. Текст розшифрованого повідомлення був опублікований на офіційному сайті СЗРУ 24.07.2025. Шифром УПА було закодовано слова відомого українського політичного й громадського діяча Миколи Міхновського: «Нас горстка, але ми сильні нашою любов’ю до України!.. Нас мало, але голос наш лунатиме скрізь по Україні, і кожен, в кого ще не спідлене серце, озветься до нас. А в кого спідлене, до того ми самі озвемось»!

Весь тираж 75000 монет було випущено у сувенірних упаковках
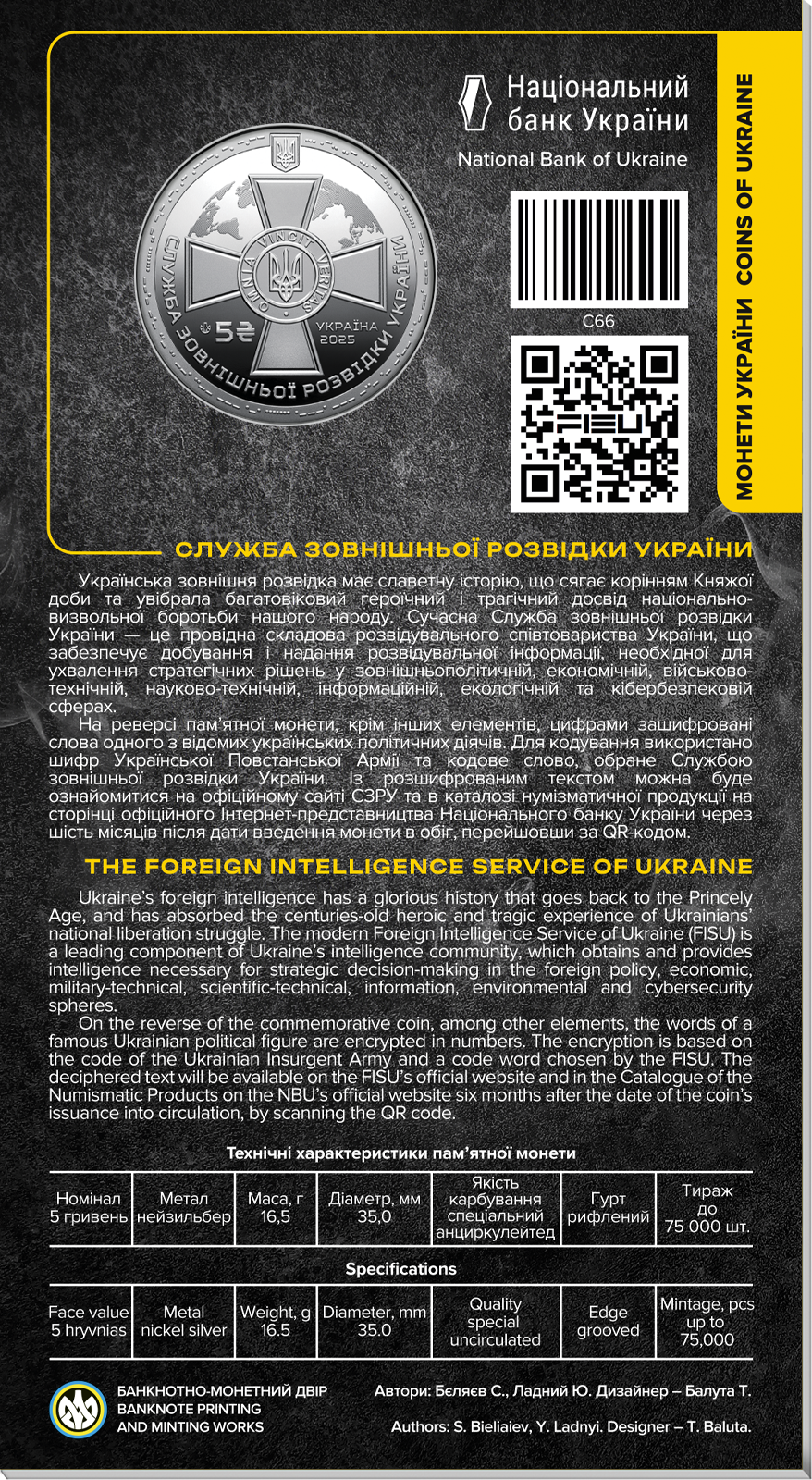
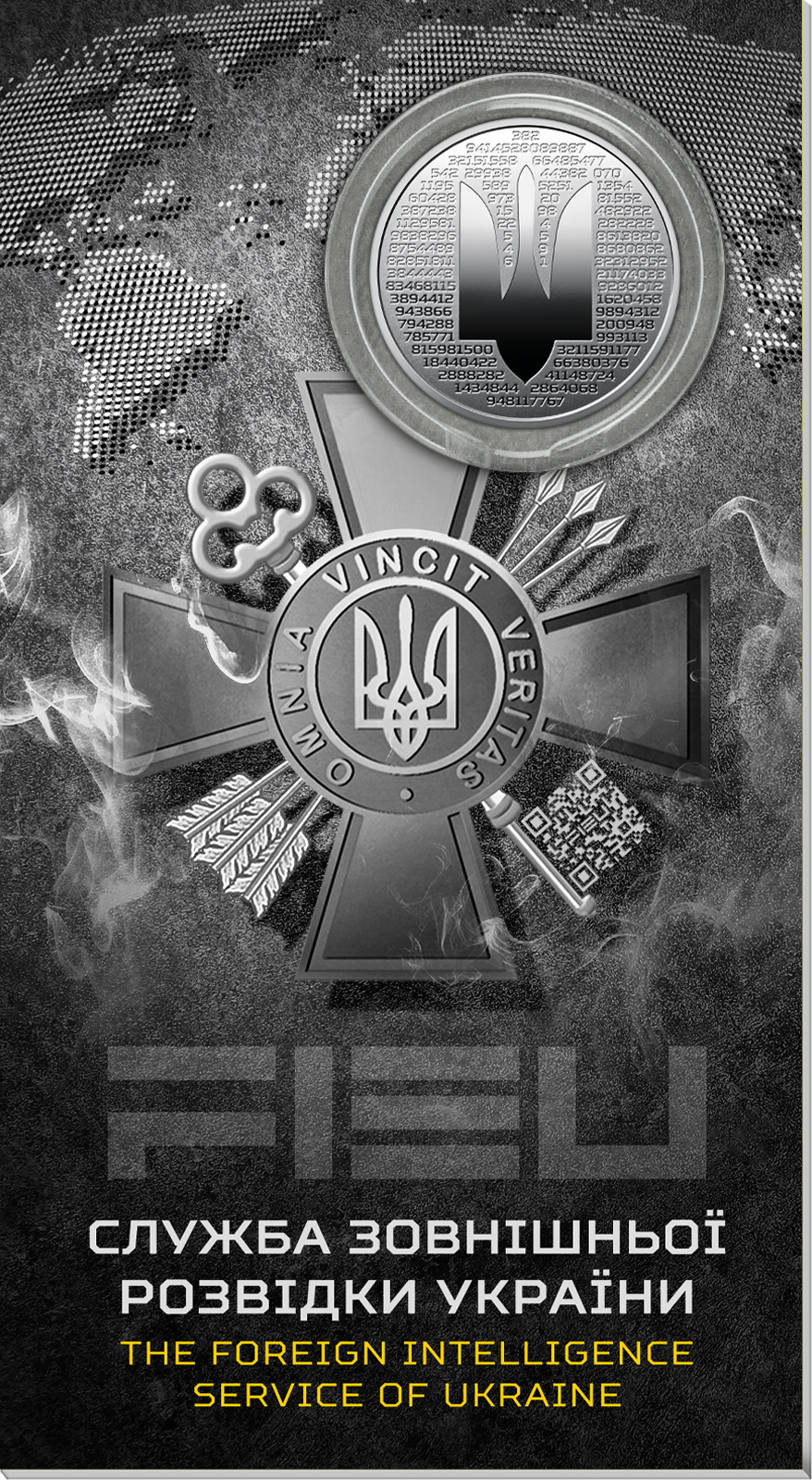

## Автори
- Художники: Автор ідеї — Ладний Юрій. Художник — Бєляєв Сергій. Адаптація дизайну — Балута Тетяна.
- Скульптор — Дем'яненко Володимир.

## Вартість монети
Під час введення монети в обіг 2025 року, Національний банк України реалізовував монету за ціною 176 гривень.
Фактична приблизна вартість монети, з роками змінювалася так:
| Рік       | 2025 | 2026 | 2027 |
| --------- | ---- | ---- | ---- |
| Ціна, грн | 370  |      |      |